# Nalón Club de Fútbol
El Nalón Club de Fútbol es un club de fútbol español, con sede en la localidad de Olloniego, concejo de Oviedo, en el Principado de Asturias. Actualmente milita en la Segunda Asturfútbol de Asturias.

## Historia
El primer equipo fundado como Club Nalón en 1958 en Olloniego desapareció posteriormente. El actual Nalón Club de Fútbol fue creado en 1996. Ha militado principalmente en categorías regionales hasta lograr el primer ascenso de su historia a Tercera División en la temporada 2007-08. En la temporada siguiente, 2008-09, el Nalón no pudo mantener la categoría al finalizar 18.º, pero la recuperó en la campaña siguiente 2009-10. Conservó la categoría hasta la temporada 2011-12. Después volvió a competir en las categorías autonómicas.
Ha disputado una fase previa interterritorial de la Copa del Rey. El 17 de noviembre de 2021, ejerciendo como local el cuadro naloniano, fue derrotado en los penaltis por 3-4 (1-1 al final de la prórroga), por la Sociedad Deportiva Solares-Medio Cudeyo. Ambos equipos militaban en la Regional Preferente de sus respectivas autonomías. 

## Uniforme
- Uniforme titular: camiseta verde y blanca a franjas verticales, pantalón y medias negras.
- Uniforme alternativo: camiseta negra con detalles dorados, pantalón y medias blancas.

## Estadio
El club juega sus partidos como local en el Campo de Fumea, cuyo nombre es desde 2016 Fumea Lolo Rodríguez en honor al que fue fundador y presidente del club de 1996 a 2015, fallecido el 30 de diciembre de 2015. El campo tiene una capacidad aproximada para unos 300 espectadores y dispone de una grada cubierta con 180 asientos. Es de titularidad municipal y sus dimensiones son de 98 x 68 m. El terreno de juego es de hierba natural.

### Trayectoria en competiciones nacionales
- Temporadas en Primera División: 0
- Temporadas en Segunda División: 0
- Temporadas en Primera Federación: 0
- Temporadas en Segunda Federación: 0
- Temporadas en Tercera: 3
- Participaciones en Copa del Rey: 1

## Trayectoria
| Temporada | Nivel | Categoría           | Puesto           | Copa del Rey            |
| --------- | ----- | ------------------- | ---------------- | ----------------------- |
| 1996-97   | 7     | 2.ª Regional        | 8.º              |                         |
| 1997-98   | 7     | 2.ª Regional        | 3.º              |                         |
| 1998-99   | 7     | 2.ª Regional        | 1.º              |                         |
| 1999-00   | 6     | 1.ª Regional        | 3.º              |                         |
| 2000-01   | 5     | Regional Preferente | 10.º             |                         |
| 2001-02   | 5     | Regional Preferente | 17.º             |                         |
| 2002-03   | 6     | 1.ª Regional        | 5.º              |                         |
| 2003-04   | 6     | 1.ª Regional        | 3.º              |                         |
| 2004-05   | 5     | Regional Preferente | 13.º             |                         |
| 2005-06   | 5     | Regional Preferente | 6.º              |                         |
| 2006-07   | 5     | Regional Preferente | 11.º             |                         |
| 2007-08   | 5     | Regional Preferente | 2.º              |                         |
| 2008-09   | 4     | 3.ª División        | 18.º             |                         |
| 2009-10   | 5     | Regional Preferente | 3.º              |                         |
| 2010-11   | 4     | 3.ª División        | 16.º             |                         |
| 2011-12   | 4     | 3.ª División        | 18.º             |                         |
| 2012-13   | 5     | Regional Preferente | 15.º             |                         |
| 2013-14   | 5     | Regional Preferente | 18.º             |                         |
| 2014-15   | 6     | 1.ª Regional        | 1.º              |                         |
| 2015-16   | 5     | Regional Preferente | 7.º              |                         |
| 2016-17   | 5     | Regional Preferente | 5.º              |                         |
| 2017-18   | 5     | Regional Preferente | 9.º              |                         |
| 2018-19   | 5     | Regional Preferente | 16.º             |                         |
| 2019-20   | 5     | Regional Preferente | 18.º             |                         |
| 2020-21   | 5     | Regional Preferente | 4.º              |                         |
| 2021-22   | 6     | Regional Preferente | 8.º (Subgrupo 2) | Previa interterritorial |
| 2022-23   | 7     | Segunda RFFPA       | 4.º              |                         |
| 2023-24   | 7     | Segunda Asturfútbol | 6.º              |                         |
| 2024-25   | 7     | Segunda Asturfútbol |                  |                         |

## Palmarés

### Torneos autonómicos
- Subcampeón de la Regional Preferente de Asturias (1): 2007-08.
- Primera Regional de Asturias (1): 2014-15.
- Segunda Regional de Asturias (1): 1998-99.